# Joël Prévost
Jean-Luc Potaux, beter bekend als Joël Prévost (Narbonne, 16 februari 1950), is een Frans zanger.

## Biografie
Prévost werd in 1950 geboren in Zuid-Frankrijk onder de naam Richard-Jacques Bonay, maar werd snel na zijn geboorte geadopteerd door een gezin uit het noorden van het land. Hij kreeg als naam Jean-Luc Potaux, en groeide op in Trith-Saint-Léger. In 1970 verhuisde hij naar Parijs, alwaar hij in 1972 een platencontract aangeboden kreeg door Columbia Records. Hij bracht verschillende singles uit en tourde doorheen het land met onder andere Serge Gainsbourg, Mike Brant, Michèle Torr en Serge Lama. In 1977 nam hij deel aan de nationale preselectie voor het Eurovisiesongfestival. Met het nummer Pour oublier Barbara wist hij evenwel de finale niet te bereiken. Een jaar later waagde hij opnieuw zijn kans, deze keer met succes. Hij won de preselectie, en mocht aldus zijn vaderland vertegenwoordigen op het Eurovisiesongfestival 1978, dat gehouden werd in Parijs. Met het nummer Il y aura toujours des violons eindigde hij op de derde plaats. Nadien ging het bergaf met zijn populariteit, al blijft Prévost wel actief.
1956: Mathé Altéry + Dany Dauberson · 
1957: Paule Desjardins · 
1958: André Claveau · 
1959: Jean Philippe · 
1960: Jacqueline Boyer · 
1961: Jean-Paul Mauric · 
1962: Isabelle Aubret · 
1963: Alain Barrière · 
1964: Rachel · 
1965: Guy Mardel · 
1966: Dominique Walter · 
1967: Noëlle Cordier · 
1968: Isabelle Aubret · 
1969: Frida Boccara · 
1970: Guy Bonnet · 
1971: Serge Lama · 
1972: Betty Mars · 
1973: Martine Clémenceau · 
1975: Nicole Rieu · 
1976: Catherine Ferry · 
1977: Marie Myriam · 
1978: Joël Prévost · 
1979: Anne-Marie David · 
1980: Profil · 
1981: Jean Gabilou · 
1983: Guy Bonnet · 
1984: Annick Thoumazeau · 
1985: Roger Bens · 
1986: Cocktail Chic · 
1987: Christine Minier · 
1988: Gérard Lenorman · 
1989: Nathalie Pâque · 
1990: Joëlle Ursull · 
1991: Amina · 
1992: Kali · 
1993: Patrick Fiori · 
1994: Nina Morato · 
1995: Nathalie Santamaria · 
1996: Dan Ar Braz & Héritage des Celtes · 
1997: Fanny · 
1998: Marie Line · 
1999: Nayah · 
2000: Sofia Mestari · 
2001: Natasha Saint-Pier · 
2002: Sandrine François · 
2003: Louisa Baïleche · 
2004: Jonatan Cerrada · 
2005: Ortal · 
2006: Virginie Pouchain · 
2007: Les Fatals Picards · 
2008: Sébastien Tellier · 
2009: Patricia Kaas · 
2010: Jessy Matador · 
2011: Amaury Vassili · 
2012: Anggun · 
2013: Amandine Bourgeois · 
2014: Twin Twin · 
2015: Lisa Angell · 
2016: Amir · 
2017: Alma · 
2018: Madame Monsieur · 
2019: Bilal Hassani · 
2021: Barbara Pravi · 
2022: Alvan & Ahez · 
2023: La Zarra · 
2024: Slimane · 
2025: Louane
- Bibliothèque nationale de France: cb142175261 (data)
- International Standard Name Identifier: 0000 0001 2985 9167
- MusicBrainz: 64d3fa3e-c563-428b-9b6a-db84519b761c
- Virtual International Authority File: 187164288
- WorldCat: E39PBJwMDRPyhfmftP99vt384q